# 사랑의 배터리
사랑의 배터리는 홍진영이 2009년 6월 19일에 발매한 솔로 데뷔 앨범이다. 앨범에 수록된 곡은 총 2곡인데 1곡은 보컬 버전으로 나왔고 1곡은 MR 버전으로 나왔다. 〈사랑의 배터리〉는 강은경이 가사를 썼고, 조영수가 곡을 썼는데 당초 씨야가 부를 예정이었으나 "신인가수가 부르면 좋다"는 판단 아래 홍진영이 불렀다. 또, 사랑의 배터리 뮤직비디오에 FT 아일랜드 멤버 최종훈을 비롯하여 초신성의 성제, 배우 진성 등 총 3명의 배우가 등장하였다.

## 수록곡
전체 작사: 강은경. 전체 작곡: 조영수
| #  | 제목                                               | 재생 시간 |
| -- | -------------------------------------------------- | --------- |
| 1. | 〈사랑의 배터리 (Lyrics:강은경 Composer: 조영수)〉 | (03:27)   |
| 2. | 〈사랑의 배터리 (Inst.) (Composer: 조영수)〉       | (03:27)   |